# Huang Shaohong
Huang Shaohong (1895 – 31 de agosto de 1966) fue un caudillo militar en la Provincia de Guangxi y gobernó dicha provincia como parte de la Nueva camarilla de Guangxi a finales de la Era de los señores de la guerra, y también fue un líder importante en los años finales de la República de China.

## Biografía
Huang nació en 1895 en Guangxi, China. Tras la Revolución de 1911 ingresó en la Escuela de Entrenamiento de Cuadros Militares de Guangxi en Guilin junto a Bai Chongxi y Li Zongren. Posteriormente, ascendió a Comandante del Batallón Modelo, una formación militar moderna y profesional equipada con ametralladoras.
Durante las confusas luchas de poder posteriores a la Guerra Guangdong-Guangxi, las figuras militares locales comenzaron a tomar territorios en Guangxi y dominarlos. Desde el suroeste,provenían las rutas del tráfico de opio desde Yunnan y Guizhou, las cuales pasaban a través de Baise y luego río abajo hasta Nanning, por donde el opio usualmente salía a través de Wuzhou, desde donde se financiaba. 
Durante las Guerras Ao-Gui, Huang, como Comandante del Batallón Modelo, intentó permanecer neutral y se trasladó a Baise, en el lejano noroeste. Poco a poco, tomó control de Baise y del tráfico de opio. Posteriormente, expandió su control hasta Wuzhou, bloquendo así las rutas del tráfico de opio que entraba y salía de Guangxi. Hacia la primavera de 1924, ya se había formado la nueva camarilla de Guangxi y había creado el Ejército de Pacificación de Guangxi. 
Li Zongren fue el Comandante en Jefe, Huang el Segundo Comandante y Bai Chongxi el Jefe de Estado Mayor. Hacia agosto, habían derrotado y expulsado al anterior gobernante Lu Rongting y a otros enemigos fuera de la provincia y Huang se convirtió en gobernador civil de Guangxi entre 1924 y 1929. También fue Ministro del Interior y de Transporte en el Gobierno Nacional de Chiang Kai-shek, luego de 1927.
Durante la Rebelión de Kumul, Chiang Kai-shek se preparó para enviar a Huang y su fuerza expedicionaria, la cual se creó para asistir al general musulmán Ma Zhongying contra Sheng Shicai, pero cuando Chiang se enteró de la Invasión soviética del Sinkiang, decidió retirarse para evitar un incidente internacional con la Unión Soviética, dejando al General Ma sin refuerzos en su lucha contra el Ejército Rojo.
Huang se convirtió en jefe del gobierno de Zhejiang entre 1934 y 35 y de Hubei entre 1936 y 1937. Nuevamente, entre 1937 y 1946, se convirtió en jefe del gobierno de Zhejiang y comandante del 15.º Ejército del Ejército Nacional Revolucionario. Durante la Segunda Guerra Mundial, fue nombrado segundo comandante de la 2.ª Zona de Guerra. Tras dicha guerra, fue nombrado Jefe del Comité Supervisor y electo miembro del Yuan Legislativo (parlamento).
Durante los diálogos de paz en el transcurso de la guerra civil china, en marzo de 1949, fue uno de los delegados del Kuomintang. Junto a Zhang Zhizhong acordaron aceptar las condiciones de cese al fuego con el Partido Comunista Chino. Cuando los líderes del Kuomintang rechazaron esto, Huang huyó a Hong Kong, declarándose en contra del KMT y uniéndose a la Conferencia Consultiva Política del Pueblo Chino en septiembre de 1949.
Tras la fundación de la República Popular, Huang fue elegido miembro del Consejo de Estado, el Congreso Nacional del Pueblo, y la Conferencia Consultiva Política del Pueblo Chino. También fue miembro del Comité Permanente del Comité Revolucionario del Kuomintang. Durante el Movimiento antiderechista, Huang fue acusado de "derechista." Posteriormente, durante la Revolución Cultural, fue nuevamente acusado de "derechista." Incapaz de resistir la persecución de la Guardia Roja, se suicidó en su casa el 31 de agosto de 1966, en Beijing.